# اچ‌ام‌اس ای۸
اچ‌ام‌اس ای۸ (به انگلیسی: HMS A8) یک زیردریایی بود که طول آن ۱۰۵٫۲۵ فوت (۳۲٫۰۸ متر) بود. این زیردریایی در سال ۱۹۰۵ ساخته شد.